# Ernest Hoschedé
Ernest Hoschedé (Parigi, 18 dicembre 1837 – Parigi, 19 marzo 1891) è stato un collezionista d'arte francese.
Figlio di un ricco mercante di scialli e pizzi fini, è stato anche un magnate dei grandi magazzini parigini.
Grazie alle ricchezze accumulate con il suo lavoro, cominciò ad occuparsi di arte, acquistando numerosi quadri. Tuttavia, tra il 1877 e il 1878, andò in bancarotta e dovette svendere la sua collezione di arte impressionista all'asta. In seguito si trasferì con la sua famiglia nella casa di Claude Monet a Vétheuil. Successivamente si trasferì da solo a Parigi dove lavorò ai periodici Le Voltaire e poi Magazine Français Illustré. L'anno dopo la sua morte, avvenuta nel 1891, sua moglie Alice Hoschedé sposò Claude Monet, sebbene si ritiene che fosse stata sua amante per anni.

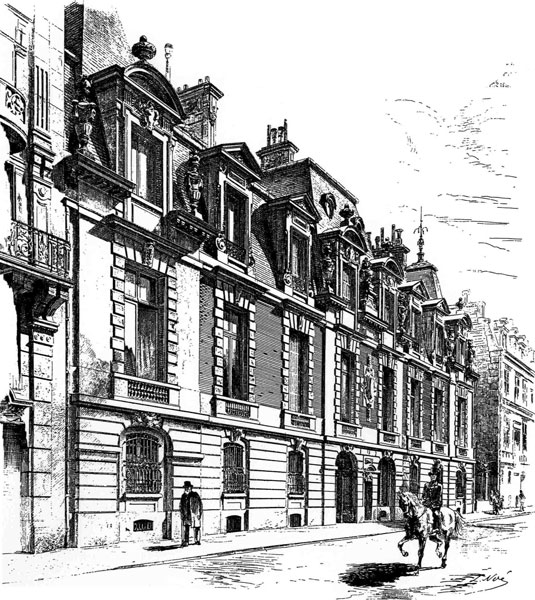
64 Rue de Lisbonne, Parigi, 1878, casa di Ernest e Alice Hoschedé

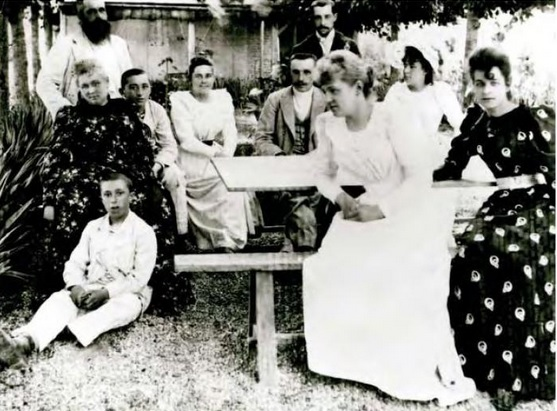
Le famiglie Monet e Hoschedé c. 1880 da sinistra a destra: Claude Monet, Alice Hoschedé, Jean-Pierre Hoschedé, Jacques Hoschedé, Blanche Hoschedé Monet, Jean Monet, Michel Monet, Martha Hoschedé, Germaine Hoschedé, Suzanne Hoschedé

## Biografia

### Matrimonio
Hoschedé sposò una donna belga, Alice Raingo, anch'essa di famiglia benestante. Vivevano a Parigi al 64 di Rue de Lisbonne e avevano un posto a Montgeron, a sud-est di Parigi, Château de Rottembourg. Si divertivano generosamente al castello, compreso il noleggio di un treno da Parigi per trasportare gli ospiti.

### Ascesa e bancarotta
Hoschedé è stato direttore di un grande magazzino di Parigi, critico e collezionista d'arte. Ha raccolto e venduto le opere di Claude Monet, Edgar Degas, Camille Pissarro e Alfred Sisley. Era meglio conosciuto come mecenate di Claude Monet e di altri pittori impressionisti. Divenne anche buon amico dello stesso Monet. Nel 1876, Hoschedé incaricò quest'ultimo di dipingere pannelli decorativi per lo Château de Rottembourg e diversi dipinti di paesaggi. Secondo il Nineteenth-century European Art: A Topical Dictionary, potrebbe essere stato durante questa visita che Monet iniziò una relazione con Alice Hoschedé e il suo figlio più giovane, Jean-Pierre, potrebbe essere stato generato da Monet.
Lo "stile di vita stravagante" di Hoschedé finì nel 1877, quando dovette dichiarare bancarotta e si recò in Belgio per sfuggire ai creditori. Nel giugno 1878, per far fronte ai debiti, la sua collezione d'arte fu venduta all'asta per una frazione del suo valore. Questo fu un duro colpo per gli impressionisti, in particolare per Monet. Sebbene colpito dal fallimento finanziario di Hoschedé, Monet fu "pronto a offrire il suo sostegno", invitando gli Hoschedé a vivere con lui e la sua famiglia.

### La vita con i Monet
Hoschedé, sua moglie e i loro figli si trasferirono in una casa a Vétheuil con Monet, la prima moglie malata di Monet, Camille, e i due figli di Monet, Jean e Michel. Avendo bisogno di una casa più grande per i 12 membri delle famiglie Monet e Hoschedé e per i servi di Monet, si trasferirono in una casa più grande sulla strada da Vétheuil a La Roche-Guyon.
Mentre la famiglia soggiornava a Vétheuil, dove la vita era più economica, Hoschedé trascorreva invece la maggior parte del suo tempo a Parigi, avendo trovato lavoro presso il quotidiano Le Voltaire. Dopo la morte di Camille Monet nel 1879, Claude Monet e Alice Hoschedé e i rispettivi figli continuarono a vivere insieme, prima a Poissy e poi a Giverny.
Dopo il suo impiego al Le Voltaire, trovò un'occupazione come editore d'arte presso il Magazine Français Illustré.

### Morte
Hoschedé sviluppò un grave caso di gotta all'inizio del 1891 dopo anni di eccessi nel mangiare e nel bere. Quando la sua malattia si fece più grave, Alice venne a Parigi per prendersi cura di lui. Ernest Hoschedé morì nello stesso anno. Il suo funerale e la sua sepoltura, che si tennero a Giverny su richiesta dei suoi figli, furono pagati da Monet.
L'anno successivo la moglie vedova Alice sposò Claude Monet.